# Maurice Macaire
Maurice Macaire est un footballeur français né le 22 novembre 1881 à Paris 6e et mort à une date inconnue.

## Carrière
Maurice Macaire joue au poste de gardien de but au Racing Club de France et à l'Union sportive parisienne. Il évolue au Club français lorsqu'il est appelé pour faire partie de l'équipe olympique de l'USFSA représentant la France au tournoi de football aux Jeux olympiques d'été de 1900 à Paris. Il joue les deux matchs contre les équipes anglaise et belge. La France sera a posteriori médaillée d'argent, la compétition étant à la base une démonstration.